# Cerro Papelón
El Cerro Papelón es una formación montañosa ubicada en el Municipio Tinaco en el extremo norte del estado Cojedes, Venezuela. A una altitud promedio de 623 m s. n. m., el Cerro Papelón es una de las montañas más altas en Cojedes.

## Ubicación
El Cerro Papelón se ubica en exclusivo punto de montaña del estado Cojedes al este de la ciudad de Tinaco. Colinda hacia el sur con el Troncal 13 en Cojedes y al oeste con la carretera Tinaco-Tinaquillo.